# Christuskirche (São Leopoldo)

São Leopoldo, Christuskirche

Die Christuskirche (portugiesisch: Igreja de Cristo) ist eine evangelisch-lutherische Kirche in São Leopoldo im brasilianischen Bundesstaat Rio Grande do Sul. Die Kirchengemeinde gehört zur Sínodo Rio dos Sinos der Evangelischen Kirche Lutherischen Bekenntnisses in Brasilien.

## Geschichte
Die 1824 im Zuge der deutschen Einwanderung in Brasilien gegründete Kolonie São Leopoldo erhielt nach ihrer Erhebung zur Stadt 1846 mit finanzieller Unterstützung durch Kaiser Pedro II. ihre erste evangelische Kirche. Der heutige Kirchenbau wurde ab 1907 unter ihrem Pastor Wilhelm Rotermund nach Plänen des Leipziger Architekten Julius Zeißig als genaue Kopie der Katharinenkirche von Kreinitz in Sachsen errichtet und 1911 als Christuskirche eingeweiht. Die als verputzter Backsteinbau errichtete Saalkirche mit eingezogenem Polygonalchor und vorgesetztem, von einem achtseitigen Pyramidenhelm bekrönte Westturm besitzt wie ihr Vorbild in ihrem mit einem hölzernen Tonnengewölbe geschlossenen Innenraum eine dreiseitig umlaufende Empore.